# Troels Bech
Troels Bech (født 29. juli 1966 i Svendborg) er en dansk tidligere fodboldspiller og fodboldtræner og er den nuværende sportsdirektør for Odense Boldklub.
Bech er indehaver af en danmarksrekord, da han er den træner, som er blevet fyret flest gange fra samme klub (3 gange fra OB).

## Trænerkarriere
Han har tidligere været cheftræner for Odense Boldklub i perioden 2012-14. Tidligere var han cheftræner for Silkeborg IF. Troels var i EfB som den første træner i dansk fodbold ansat på en funktionærkontrakt hvilket medførte at både han og klubben kan opsige samarbejdet med 3 måneders varsel, som i enhver anden virksomhed på det danske arbejdsmarked. Efter en række dårlige resultater og en sidsteplads i ligaen, forlod Bech den 16. november 2008 klubben i forståelse med ledelsen.
Han blev den 19. juni 2015 ansat som ny sportsdirektør i Brøndby I.F., da Per Rud blev fyret. Brøndby IF og Troels Bech meddelte 3. september 2018, at han stoppede som sportsdirektør efter 31. december 2018. Han ville dog fortsætte i rollen indtil denne dato, og dermed også være med til at finde sin afløser.
Efter en pause fra fodbold, blev han i juni 2020 antaget til jobbet som cheftræner for Esbjerg fB. Ved Bechs tiltræden havde Esbjerg næstfærrest point af klubberne i Superligaen, og var placeret sidst i sin pulje i nedrykningsspillet.

## Anden virke
Udover at være træner arbejder Troels Bech også som fodboldekspert. Han har en bachelorgrad i italiensk. 